# Archiș
Archiș (in ungherese Bélárkos) è un comune della Romania di 1 619 abitanti, ubicato nel distretto di Arad, nella regione storica della Transilvania.
Il comune è formato da un insieme di 4 villaggi: Archiș, Bârzești, Groșeni, Nermiș.